# بی.سی. فوربز
بی. سی. فوربز، (به انگلیسی: B. C. Forbes) (زاده ۱۴ مه ۱۸۸۰ - درگذشته ۶ مه ۱۹۵۴) کارآفرین، روزنامه‌نگار، نویسنده و ناشر آمریکایی اسکاتلندی‌تبار بود، که در سال ۱۹۱۷ مجله فوربز را تأسیس نمود.
وی مقاله‌نویسی برجسته در زمینهٔ مسائل اقتصادی بود و پیش از راه‌اندازی مجله فوربز، سال‌ها برای مجلهٔ هرست قلم می‌زد.